# Huoliosaari
Huoliosaari är en ö i Finland. Den ligger i sjön Kivijärvi och i kommunen Luumäki i den ekonomiska regionen  Villmanstrands ekonomiska region  och landskapet Södra Karelen, i den södra delen av landet, 170 km nordost om huvudstaden Helsingfors. Öns area är 4,6 hektar och dess största längd är 340 meter i sydväst-nordöstlig riktning.